# Eilean Dubh Mòr
Eilean Dubh Mòr är en obebodd ö i den Firth of Lorn, Argyll and Bute, Skottland. Ön är belägen 17 km från Lochbuie.